# Тексаркана (Арканзас)
Тексаркана (енгл. Texarkana) град је у америчкој савезној држави Арканзас.

## Демографија
По попису из 2010. године број становника је 29.919, што је 3.471 (13,1%) становника више него 2000. године.
| Група             | 2000.          | 2010.          |
| Белци             | 17.191 (65,0%) | 18.356 (61,4%) |
| Афроамериканци    | 8.199 (31,0%)  | 9.928 (33,2%)  |
| Азијати           | 131 (0,5%)     | 167 (0,6%)     |
| Хиспаноамериканци | 472 (1,8%)     | 844 (2,8%)     |
| Укупно            | 26.448         | 29.919         |